# Johann Arfvedson
Johann August Arfvedson (12. ledna 1792 – 28. října 1841) byl švédský chemik, objevitel lithia.
Johann Arfvedson se narodil v bohaté rodině, byl synem Jacoba Arfvedsona, který vlastnil velkoobchod a továrnu. Od roku 1803 studoval na univerzitě v Uppsale, v roce 1809 dokončil studium práv a v roce 1812 mineralogie. Později se ve Stockholmu, hlavním městě Švédska, setkal s dalším slavným chemikem, Jönsem Jacobem Berzeliem. Díky tomu získal možnost přístupu do jeho soukromé laboratoře, kde v roce 1817 objevil prvek lithium. V letech 1818-1819 cestoval po Evropě. Po návratu do své vlasti si postavil vlastní laboratoř.
Na Afvedsonovu počest byl pojmenován vzácný minerál arfvedsonit.